# Kernia bifurcotricha
Kernia bifurcotricha är en svampart som beskrevs av A.S. Saxena & Mukerji 1970. Kernia bifurcotricha ingår i släktet Kernia och familjen Microascaceae.   Inga underarter finns listade i Catalogue of Life.